# Kumdang-2
Kumdang-2 je údajný lék proti AIDS, ebole, MERS a tuberkulóze objevený v Severní Koreji. Samotný název znamená v korejštině zlatý cukr.
Poprvé byl vyroben farmaceutickou společností Pugang  a podle severokorejské tiskové agentury obsahuje ženšen a malé množství vzácných kovů včetně stopového množství zlata a platiny.
  Podle agentury může léčit také rakovinu, ranní nevolnosti nebo závislost na počítači.
Na oficiálních stránkách nové vakcíny lze pořídit dávka v ceně od 1500 rublů.
Světová média i odborná veřejnost se k existenci léku tváří spíše skepticky i vzhledem k tomu, že i během epidemie ptačí chřipky tato země objev účinného léku oznámila a dodnes nepředložila ke svému údajnému farmaceutického úspěchu žádné důkazy. Severní Korea jeho objev ohlásila během probíhající epidemie MERS v Jižní Koreji. Pro KLDR by lék znamenal především účinnější boj proti tuberkulóze a jiným respiračním onemocněním, která jsou podle Světové zdravotnické organizace nejčastějšími příčinami úmrtí v této zemi.